# شارلوت (فيرمونت)
شارلوت (بالإنجليزية: Charlotte, Vermont)‏ هي بلدة تقع بولاية فيرمونت في الولايات المتحدة. تبلغ مساحتها 130.6 (كم²)، وترتفع عن سطح البحر 108 م، بلغ عدد سكانها 3569 نسمة في عام 2000 حسب إحصاء مكتب تعداد الولايات المتحدة وتصل الكثافة السكانية فيها 33.2 نسمة/كم2.

## وصلات خارجية
- www.charlottevt.org
- The US50 - Cities and Towns in Vermont State
- Vermont Cities and Towns, Facts, Map, Flag, Colleges, Government, and More